# Аугуста (Сиракуза)
Аугуста (итал. Augusta) град је у јужној Италији. Град је други по величини град округа Сиракуза у оквиру италијанске покрајине Сицилије.

## Природне одлике
Град Аугуста налази на источној, јонској обали Сицилије, 30 км северно од Сиракузе. Град се се сместио у приобалном брежуљкастом појасу изнад које се ка западу издижу Иблејске планине. Аугуста има веома занимљив положај, јер се велики део града налази на некадашњем острву, које је у 16. веку спојено мостом са оближњим копном. У позадини града налази се пространа лука, која је дугим лукобранима одвојена од остатка залива.

## Становништво
Према резултатима пописа становништва 2011. у општини је живело 36.169 становника.
| 1931.  | 1936.  | 1951.  | 1961.  | 1971.  | 1981.  | 1991.  | 2001.  | 2011.  |
| ------ | ------ | ------ | ------ | ------ | ------ | ------ | ------ | ------ |
| 23.354 | 19.690 | 23.507 | 27.950 | 34.794 | 39.137 | 34.189 | 33.820 | 36.169 |

Аугуста данас има око 34.000 становника (бројчано други град у округу), махом Италијана. То је 2,5 пута више него пре једног века. Последњих гоидна број становника у граду стагнира.

## Привреда
Најважније привредне делатности у Аугусти су туризам, рибарство и лучке делатности.

## Партнерски градови
- Мегара

## Галерија
- Нови вијадукт између старог и новог дела града
- Шпанска капија, улазак у стару Аугусту
- Стари замак
- Градска катедрала